# Notiphila fulvimana
Notiphila fulvimana är en tvåvingeart som beskrevs av Cresson 1917. Notiphila fulvimana ingår i släktet Notiphila och familjen vattenflugor. Inga underarter finns listade i Catalogue of Life.